# Raffinerie de Baytown
La raffinerie de Baytown est située au Texas, dans la ville de Baytown. C'est la plus deuxième plus importante raffinerie de pétrole des États-Unis, derrière la raffinerie de Port Arthur Motiva implantée elle aussi au Texas. Sa capacité de raffinage s'élève à 560 500 barils par jour.